# Regionalwahl in Molise 1995
Die Regionalwahl in Molise 1995 fand am 23. April statt; der Regionalrat und der Präsident der Region Molise wurden gleichzeitig gewählt.

## Wahlergebnis
| Kandidaten                           | Kandidaten                 | Stimmen | %    | Listen                             | Stimmen | %    | Mandate |
| ------------------------------------ | -------------------------- | ------- | ---- | ---------------------------------- | ------- | ---- | ------- |
|                                      | Marcello Venezialegewählt  | 103.226 | 50,5 | Partito Democratico della Sinistra | 38.102  | 20,1 | 5       |
| Popolari                             | Marcello Venezialegewählt  | 103.226 | 50,5 | 20.759                             | 11,0    | 3    |         |
| Patto dei Democratici                | Marcello Venezialegewählt  | 103.226 | 50,5 | 17.479                             | 9,2     | 2    |         |
| Partito della Rifondazione Comunista | Marcello Venezialegewählt  | 103.226 | 50,5 | 13.259                             | 7,0     | 2    |         |
| Federazione dei Verdi                | Marcello Venezialegewählt  | 103.226 | 50,5 | 2.919                              | 1,5     | –    |         |
| Mandate der Listengruppe             | Marcello Venezialegewählt  | 103.226 | 50,5 | –                                  | –       | 6    |         |
| ↳ Gesamt                             | Marcello Venezialegewählt  | 103.226 | 50,5 | 92.518                             | 48,9    | 18   |         |
|                                      | Quintino Vincenzo Pallante | 101.348 | 49,5 | Forza Italia - Il Polo Popolare    | 37.132  | 19,6 | 5       |
| Alleanza Nazionale                   | Quintino Vincenzo Pallante | 101.348 | 49,5 | 32.603                             | 17,2    | 4    |         |
| Centro Cristiano Democratico         | Quintino Vincenzo Pallante | 101.348 | 49,5 | 21.380                             | 11,3    | 2    |         |
| Partito Popolare Progressista        | Quintino Vincenzo Pallante | 101.348 | 49,5 | 5.611                              | 3,0     | 1    |         |
| ↳ Gesamt                             | Quintino Vincenzo Pallante | 101.348 | 49,5 | 96.726                             | 51,1    | 12   |         |
| Gesamt                               | Gesamt                     | 204.574 | 100  |                                    | 189.244 | 100  | 30      |